# Dasyatis rudis
Dasyatis rudis е вид хрущялна риба от семейство Dasyatidae.

## Разпространение
Видът е разпространен в Нигерия.